# La Ville qui chante
Pour plus de détails, voir Fiche technique et Distribution.
La ville qui chante (Die singende Stadt) est un film musical allemand réalisé par Carmine Gallone, sorti en 1930.
Une version en anglais avec une distribution britannique est sortie en 1931 sous le titre City of Song (en).

## Synopsis
La jeune veuve viennoise Claire Landshoff (Brigitte Helm) appartient aux cercles connus pour être les meilleurs de sa ville natale et est aussi riche qu'amusante. Afin d'échapper à la monotonie sociale, Claire décide de partir en vacances dans les régions au climat chauds du sud de l'Italie. À Naples, elle rencontre le charmant guide touristique local Giovanni Cavallone (Jan Kiepura). Claire est séduite tant par son apparence que par sa magnifique voix chantante. Amoureux d'elle et en tant que bon hôte, Giovanni veut montrer à l'Autrichienne les environs de sa patrie baignée de soleil et voyage avec elle à Capri.
Mais une fois qu'elle l'a emmené à Vienne pour lancer sa carrière, il est déçu par son style de vie et ses cercles d'amis, et rentre chez lui en Italie retrouver sa petite amie.

## Fiche technique
- Titre français : La Ville qui chante[1]
- Titre original : Die singende Stadt
- Réalisation : Carmine Gallone
- Scénario : Hans Székely
- Photographie : Curt Courant, Arpad Viragh (en)
- Musique : Paul Abraham, Philip Braham (en), Ernesto Tagliaferri
- Producteurs : Arnold Pressburger, Bernard Vorhaus
- Sociétés de production : Universum Film AG (UFA), Allianz Tonfilm GmbH
- Pays de production : Allemagne  République de Weimar
- Langues de tournage : Allemand, Italien, Anglais
- Genre : Film musical, Film romantique
- Durée : 98 minutes (1 h 38)
- Dates de sortie : 
  - Allemagne : 14 octobre 1930
  - France : 24 juillet 1931[1]

## Distribution
- Jan Kiepura : Giovanni Cavallone - Fremdenführer
- Brigitte Helm : Claire Landshoff - jeune veuve
- Walter Janssen : Professor Andreas Breuling
- Trude Berliner (de) : Carmela
- Georg Alexander : Rudi Feldegger
- Franz Maldacea : Tupf
- Käte Bill : Susanne
- Henry Bender : Herr Maier
- Hermann Blaß : le réceptionniste
- Teddy Bill (en) : Heini Ladenburg
- Carl Goetz : Der Nachtportier
- Martin Kosleck : Bobby Bertling
- Carol Ress : Marthe - Claires Zofe
- Charlie Roellinghoff : Poldi Falkner
- Ernõ Szenes : Siegmund Königsberger
- C.H. Todd : Mr. Parkins
- Hans Heinrich von Twardowski : Willi von Wellheim